# Sinarques
Sinarques (en castellà i oficialment Sinarcas, i en la parla xurra, Senarcas) és un municipi del País Valencià situat a la comarca de la Plana d'Utiel, encara que culturalment i històricament forma part de la comarca dels Serrans.

## Geografia
Situat en els límits amb la comunitat de Castella - la Manxa, el relleu està constituït per una plana àmplia que s'obri cap a la província de Conca, entre la serra d'Utiel, el cim de Ranera i la vall del riu Túria. Coberta per sediments terciaris, la plana és drenada per diversos rierols de règim intermitent que donen origen a la rambla de la Torre, que corre cap al sud i penetra en terme d'Utiel fins a desembocar en el riu Magre. No obstant això, compta amb exemples d'estanys estacionals de gran valor botànic i faunístic, Los Lavajos, amb presència de diversos endemismes. Un altre element de gran rellevància és el bosc de reboll, situat al Picarcho, en el límit amb el municipi de Toixa. El poble es troba edificat sobre un tossalet que corona l'església parroquial. El clima és de tipus continental sec i les muntanyes estan cobertes per vegetació climàcica.
Fita amb Camporrobles i Utiel (a la mateixa comarca); amb Benaixeve i Toixa (a la comarca dels Serrans) i amb Talayuelas i Aliaguilla (a la província de Conca, Castella-la Manxa).
A partir de la divisió provincial realitzada per Javier de Burgos y de Olmos en 1833, es va dur a més la creació dels partits judicials. Segons el Decret Reial del 21 d'abril 1834, Sinarques passa a formar part del Partit Judicial d'Alpont, amb la capital a Xelva.
Amb la llei promulgada el 28 de desembre de 1989 Sinarques passa a formar part del Partit Judicial de Requena.

## Història
L'àrea de Sinarques va ser objecte de disputa entre castellans i aragonesos. Sembla que arran els tractats de Tudilén (27/01/1151) i Cazola (23/03/1179), i encara més avant, cap a l'any 1200 sota el regnat de Pere II d'Aragó, la comarca va patir alguns ajustaments, sota l'auspici del llegat del Papa Innocenci III. Com a conseqüència del primer conveni, quedaren per a Castella les terres frontereres de Conca; amb del segon conveni, s'annexaven a la conquesta de València les terres compreses fins al riu Cabriol. Per a fer pràctic el repartiment, els aragonesos van intentar fer-ho de forma estable i efectiva, ja que des de les seues recents conquestes d'Ademús s'havien dirigit cap ací apoderant-se de Sinarques i intentant inclús emparar-se d'Utiel, localitat que no aconseguiren. Estes incursions es degueren dur a terme entre 1205 i 1208, encara que l'ocupació no va ser definitiva fins a l'any 1231.
Eixos compromisos anteriors no van ser respectats pel rei de Castella Alfons VIII, qui va invadir en 1211 o a principis del 1212 la comarca de la Plana d'Utiel, ocupant Utiel però no aconseguint Requena, d'igual manera de forma provisional. Eixe fet determinarà que posteriorment quedara sota domini castellà, a diferència de Sinarques.
Després de la conquesta per Jaume I, el conqueridor va entregar-la al seu fill Jaume de Xèrica el 1255, juntament amb altres municipis que es varen annexar a la Baronia de Xèrica, per col·laborar igual que la resta de cavallers que van participar en la Conquesta o bé per compra per part de sa mare Teresa Gil de Vidaure, afegint a més per matrimoni amb Elfa Pérez de'Azagra, filla de Don Álvaro Pérez de Azagra, Senyor d'Albarrasí, les terres de Xelva. El 23 de març del 1305 Jaume II de Xèrica (fill de l'anterior, nascut el 1276, successor el 1285 i mort el 1321) i casà amb Beatriu de Llúria i Lància, filla de l'Almirall Roger de Llúria, atorgà carta pobla a 70 famílies cristianes. La seua esposa, a banda de la gran dot aportada en matrimoni, va heretar un gran patrimoni en morir el seu germà Alonso de Llúria, en 1355. En 1321, Jaume II de Xèrica deixà en testament Sinarques a son fill Jaume III de Xèrica, qui va governar fins a l'any 1335. A partir de 1326 va entrar en disputes amb sa mare, qui havia governat tots els seus dominis, justament per les viles de la Vall de Xelva (Xelva, Sinarques, Toixa, Benaixeve...), la qual volia mantindre en el seu poder. Finalment va haver de mediar el mateix rei Alfons IV, qui d'infant havia sigut gran amic de Jaume, per a resoldre el conflicte. Va casar amb la Reina Maria d'Anjou, la qual era vídua del Rei Sanç de Mallorca. En morir sense descendència Maria d'Anjou va marxar i el va succeir el seu germà Pere de Xèrica i de Llúria.
El segon fill de Jaume II de Xèrica, Pere, es casà en 1331 amb Buenaventura d'Arborea, filla d'Hug d'Arborea. A la mort del Rei Alfons IV va protegir la seua vídua Elionor, germana del rei Alfons XI de Castella. Es va vore involucrat en el conflicte de la Guerra dels dos Peres, que va tindre en part com a escenari la Vall de Xelva. Una vegada fetes les paus amb el Rei Pere IV d'Aragó va marxar a Sardenya a calmar revoltes, contra el seu propi cunyat.
En 1380 la població fon venuda a Raimon de Vilanova. En 1390 es va crear el Vescomtat de Xelva, del qual Sinarques passa a formar part fins 1597, quan Felip II va concedir el títol de comte de Sinarques al posseïdor del senyoriu, Jaume Ceferí Ladrón de Pallás Vilanova i Pons. L'any 1510 Sinarques tenia només 38 cases, que augmentaren a 43 segons Jeroni Munyós (1565 - 1572) i a 76 l'any 1646. En 1652 es va resoldre el plet mantingut entre Sinarques i La Iessa (els Serrans) sobre la delimitació dels respectius térmens municipals. El Comtat de Sinarques quedà sense efecte l'any 1837, a conseqüència de l'abolició dels senyorius a Espanya, encara que hi van persistir costums tardofeudals fins a 1865.

## Demografia
En el segle xviii ja es disposa de dades d'habitants: 489 en el Cens de Floridablanca (1786 - 1787). Cap a l'any 1842, el municipi comptava, segons Pascual Madoz, amb 119 cases, 171 veïns i 515 ànimes. Per la seua banda, el primer cens demogràfic espanyol de la sèrie estadística (1857) hi consignà 852 habitants.
Segons consta a l'INE, l'any 1920 Sinarques comptava amb una població de 694 hòmens i 635 dones (presents), i absents 18 hòmens i 14 dones, amb un total de 1349 habitants de fet i 1381 de dret.
| 1990  | 1992  | 1994  | 1996  | 1998  | 2000  | 2002  | 2004  | 2006  | 2007  | 2016  |
| ----- | ----- | ----- | ----- | ----- | ----- | ----- | ----- | ----- | ----- | ----- |
| 1.380 | 1.332 | 1.300 | 1.253 | 1.270 | 1.245 | 1.206 | 1.238 | 1.213 | 1.201 | 1.148 |

## Economia
Els principals recursos econòmics de Sinarques són l'agricultura, la ramaderia, la fusta i els productes ceràmics i per a la construcció. En l'agricultura predomina el secà, encara que també hi ha hectàrees d'horta (creïlles, dacsa, farratges, cebes). La vinya n'és el cultiu principal i el vi que s'hi produïx és elaborat en un celler cooperatiu i exportat cap al nord de la península Ibèrica i cap a països europeus a través del port de València. També són importants els cereals, la dacsa i el gira-sol. Pel que fa al sector ramader, Sinarques compta amb diverses granges avícoles i de porcs, a més de bucs per a la producció de mel i caps llanars. La fusta sol ser exportada pels serradors d'Utiel i Requena. És important la fabricació de teules, maons i altres materials per a la construcció.

## Política i govern

### Composició de la Corporació Municipal
El Ple de l'Ajuntament està format per 9 regidors. En les eleccions municipals de 26 de maig de 2019 foren elegits 
5 regidors del Partit Socialista del País Valencià (PSPV-PSOE), 3 del Partit Popular (PP) i 1 de Vecinos por Sinarcas (VPS).
| Eleccions municipals de 26 de maig de 2019 - Sinarques                                                                         |                                          |                                     |                                     |      |          |          |
| Candidatura | Candidatura                              | Candidatura                         | Cap de llista                       | Vots | Vots     | Regidors |
| | Partit Socialista del País Valencià-PSOE |                                     | Mª José Clemente Ramírez            | 388  | 49,55%   | 5 ()     |
| | Partit Popular                           |                                     | Carlos Sáez Ramírez                 | 246  | 31,42%   | 3 ()     |
| | Vecinos por Sinarcas                     |                                     | Juan Antonio Galiano Ramírez        | 143  | 18,26%   | 1 ()     |
| | Vots en blanc                            |                                     |                                     | 6    | 0,77%    |          |
| Total vots vàlids i regidors                                                                                                   | Total vots vàlids i regidors             | Total vots vàlids i regidors        | Total vots vàlids i regidors        | 783  | 100 %    | 9        |
| | Vots nuls                                | Vots nuls                           | Vots nuls                           | 3    | 0,38%    |          |
| Participació (vots vàlids més nuls)                                                                                            | Participació (vots vàlids més nuls)      | Participació (vots vàlids més nuls) | Participació (vots vàlids més nuls) | 786  | 89,42%** |          |
| Abstenció | Abstenció                                | Abstenció                           | Abstenció                           | 93*  | 10,58%** |          |
| Total cens electoral | Total cens electoral                     | Total cens electoral                | Total cens electoral                | 879* | 100 %**  |          |
| Alcaldessa: Mª José Clemente Ramírez (PSPV) (15/06/2019)                                                                       |                                          |                                     |                                     |      |          |          |
| Fonts: JEC, JEZ Requena, M. Interior, Periòdic Ara. (* No són vots sinó electors. ** Percentatge respecte del cens electoral.) |                                          |                                     |                                     |      |          |          |

### Alcaldia
Des de 2015 l'alcaldessa de Sinarques és Mª José Clemente Ramírez del Partit Socialista del País Valencià (PSPV-PSOE).
| Període                       | Alcalde o alcaldessa        | Partit polític | Data de possessió | Observacions |
| ----------------------------- | --------------------------- | -------------- | ----------------- | ------------ |
| 1979–1983                     | Mario Pérez Cañigueral      | PSPV-PSOE      | 19/04/1979        | --           |
| 1983–1987                     | Andrés Pérez Hernández      | AP-PDP-UL-UV   | 28/05/1983        | --           |
| 1987–1991                     | Fidel Clemente Mas          | PSPV-PSOE      | 30/06/1987        | --           |
| 1991–1995                     | Fidel Clemente Mas          | PSPV-PSOE      | 15/06/1991        | --           |
| 1995–1999                     | Fidel Clemente Mas          | PSPV-PSOE      | 17/06/1995        | --           |
| 1999–2003                     | Fidel Clemente Mas          | PSPV-PSOE      | 03/07/1999        | --           |
| 2003–2007                     | Fidel Clemente Mas          | PSPV-PSOE      | 14/06/2003        | --           |
| 2007–2011                     | Fidel Clemente Mas          | PSPV-PSOE      | 16/06/2007        | --           |
| 2011–2015                     | Fidel Clemente Mas          | PSPV-PSOE      | 11/06/2011        | --           |
| 2015–2019                     | María José Clemente Ramírez | PSPV-PSOE      | 13/06/2015        | --           |
| 2019-2023                     | María José Clemente Ramírez | PSPV-PSOE      | 15/06/2019        | --           |
| Des de 2023                   | n/d                         | n/d            | 17/06/2023        | --           |
| Fonts: Generalitat Valenciana |                             |                |                   |              |

## Monuments
- Església de Santiago Apòstol. Començà a construir-se l'any 1600 encara que hi ha constància de la realització de diverses obres que en modificaren la concepció original, la de 1959, quan es va fer el retaule actual, que no guarda unes proporcions amb la resta de l'edifici, ni amb el seu estil artístic general. L'actuació més respectuosa s'ha realitzat recentment. La planta de l'església és doble de longitud que d'amplària, seguint les proporcions gòtiques. La nau està coberta amb una volta de creueria bifòlia, excepte en l'absis que els fa amb volta de creueria amb terceletes i lligams. En el centre de l'absis està esculpit l'escut nobiliari dels senyors de Sinarques, que ha sigut adoptat com a oficial per l'Ajuntament. D'estil renaixentiste trobem els arcs forners de mig punt i les pilastres d'orde dòric les grans i toscà en les capelles. La porta més antiga és la que dona a la plaça de Santa Úrsula.
- Ermita de Sant Marc.
- Ermita de Sant Roc.

## Cultura
- Ecomuseu de l'Hàbitat Rural Tradicional. Situat en una casa del centre històric de Sinarques, que té tres altures i un corral on queden ben diferenciades cadascuna de les dependències de la casa:
  - En el segon pis la cambra, on es guardava el gra, s'assecaven els embotits i emmagatzemaven els productes de l'horta.
  - En el primer pis la llar, ocupa la part central de la casa on es cuinava i feia de menjador i distribuïdor de les altres dependències.
  - En l'entresòl el celler, on hi ha alguns tonells, garrafes, etc.

## Festes i celebracions
- Sant Antoni Abad. Se celebra el 17 de gener.
- Setmana Santa.
- Romiatge de Sant Marc. El darrer dissabte d'abril.
- Sant Isidre el Llaurador. Se celebra el 15 de maig.
- Festes Majors. Se celebren durant l'última setmana d'agost, en honor de Sant Jaume, Sant Roc i Santa Úrsula.
- Santa Úrsula. Se celebra el 21 d'octubre.